# Plestiodon multivirgatus
Plestiodon multivirgatus is een hagedis uit de familie skinken (Scincidae).

## Verspreiding en habitat
Plestiodon multivirgatus komt voor in Mexico en de Verenigde Staten in de staten Arizona, Colorado, Nebraska, New Mexico, South Dakota, Texas, Utah, Wyoming, . Het geprefereerde leefgebied bestaat uit wat vochtigere plekken in drogere streken met weinig vegetatie en een zanderige tot rotsige ondergrond. Tussen de rotsen en de bodemlaag wordt geschuild en gerust, de hagedis is overdag actief en is eenmaal opgewarmd door de zon zeer snel. Het voedsel bestaat uit kleine ongewervelden zoals insecten en slakken.
Door de internationale natuurbeschermingsorganisatie IUCN wordt de hagedis als 'veilig' beschouwd (Least Concern of LC).

## Uiterlijke kenmerken
Deze skink wordt ongeveer twintig centimeter lang waarvan zo'n twee derde bestaat uit de lange staart. De lichaamskleur is lichtbruin tot beige met op de rug vier donkere strepen die soms ook uit twee strepen bestaan, afhankelijk van de ondersoort kunnen het ook twee lichtere strepen zijn met donkere randen. De kleur is zeer variabel, in de Engelse taal wordt de soort ook wel 'variabele skink' genoemd. De buik is lichter tot witgrijs en de kop en poten donkerbruin. Het lichaam is rond en de staart erg lang, terwijl de poten juist relatief klein zijn maar goed te zien.

## Naamgeving en indeling
De soort werd voor het eerst wetenschappelijk beschreven door Edward Hallowell in 1857. Oorspronkelijk werd de naam Plestiodon multivirgatum gebruikt. Er is nog geen Nederlandse naam voor deze soort, die lange tijd tot het geslacht Eumeces behoorde.

### Ondersoorten
Er worden twee ondersoorten erkend die verschillen in uiterlijk en verspreidingsgebied. Plestiodon multivirgatus epipleurotus wordt ook wel als een aparte soort gezien, maar dat is nog niet algemeen geaccepteerd. In het verspreidingsgebied verschillen de ondersoorten; Plestiodon multivirgatus multivirgatus komt alleen in het noordelijke deel van het areaal voor, en niet in de staat Texas of in Mexico. Ook de uiterlijke kenmerken wijken iets af; het aantal strepen op de rug bijvoorbeeld verschilt per ondersoort.
| Naam                                  | Auteur          | Verspreidingsgebied                 |
| ------------------------------------- | --------------- | ----------------------------------- |
| Plestiodon multivirgatus              | Hallowell, 1857 | De rest van het verspreidingsgebied |
| Plestiodon multivirgatus epipleurotus | Cope, 1880      | Texas, Mexico                       |